# Plectris primaria
Plectris primaria är en skalbaggsart som beskrevs av Hermann Burmeister 1855. Plectris primaria ingår i släktet Plectris och familjen Melolonthidae. Inga underarter finns listade i Catalogue of Life.